# Об'єднане королівство (фільм)
«Об'єднане королівство» — біографічна драма про романтичні стосунки африканця Серетсе Кхами та британки Рут Вільямс, у виконанні Девіда Оєлово та Розамунд Пайк.

## Сюжет
Фільм заснований на реальних подіях.
Майбутній король Бечуаналенду Серетсе Кхама, перебуваючи у джаз-клубі Лондона, закохується у білявку — офісну працівницю Рут. Вона відповідає на його почуття взаємністю. Перед поверненням на батьківщину молодий чоловік одружуються на дівчині попри несхвалу суспільства та батьків. Цей міжрасовий шлюб стає причиною міжнародного скандалу.
У Бечуаналенді від подружжя відвертаються родичі Серетсе. Хоча місцеві жителі підтримали майбутнього короля, його правління стає під загрозою. Згодом Серетсе викликають до Лондона. Хвилюючись, що дружину не випустять на нову батьківщину, Серетсе їде сам. Тим часом Рут дізнається про свою вагітність. Вона повідомляє про це чоловікові, якому заборонили повернення в Бечуаналенд. Використовуючи усі важелі впливу: пресу, телебачення, Рут та Серетсе отримують звістку, що Черчилль, у разі перемоги, дозволить повернення молодого чоловіка на батьківщину. Виявилось, що слова політика нічого не значили.
Події привернули увагу впливових політиків США. Це допомогло повернутися Серетсе в Бічуаналенд і принесло незалежність країні від Великої Британії.

## У ролях
| Актор             | Персонаж        | Роль                                              |
| ----------------- | --------------- | ------------------------------------------------- |
| Девід Оєлово      | Серетсе Кхама   | спадкоємець престолу                              |
| Розамунд Пайк     | Рут Вільямс     | лондонська офісна працівниця                      |
| Лаура Кармайкл    | Мюріел          | сестра Рут                                        |
| Джек Девенпорт    | Алістар Каннінг | представник Британського уряду в Південній Африці |
| Ніколас Ліндхерст | Джордж Вільямс  | батько Рут і Мюріел                               |
| Анастасія Гілл    | Дот             | мати Рут і Мюріел                                 |
| Террі Фето        | Наледі Кхама    | сестра Серетсе                                    |
| Вусі Кунене       | Тшекеді Кхама   | дядько Серетсе                                    |
| Абена Айівор      | Елла Кхама      | дружина Тшекеді                                   |

## Створення фільму

### Виробництво
Зйомки фільму проходили в Серове, Ботсвана та Лондоні, Велика Британія.

### Знімальна група
- Кінорежисер — Амма Асанте
- Сценаристи — Гай Гібберт, Сьюзен Вільямс
- Кінопродюсери — Брунсон Грін, Пітер Геслоп, Чарли Мейсон, Рік МакКаллум, Девід Оєлово, Джастін Мур-Леви
- Кінооператор — Сем МакКерді
- Кіномонтаж — Джонатан Амос, Джон Грегорі
- Артдиректори — Шейн Банс, Карл Проберт, Джастін Ворбертон
- Художник-постановник — Саймон Боулс
- Композитор — Патрік Дойл
- Художники по костюмах — Дженні Біван, Анушиа Ніерадзік[2].

## Сприйняття

### Критика
Фільм отримав позитивні відгуки. На сайті Rotten Tomatoes оцінка фільму становить 83 % на основі 126 відгуків від критиків (середня оцінка 6,8/10) і 81 % від глядачів із середньою оцінкою 3,9/5 (67 688 голосів). Фільму зарахований «стиглий помідор» від кінокритиків та «попкорн» від глядачів, Internet Movie Database — 6,8/10 (4 391 голос), Metacritic — 65/100 (41 відгук критиків) і 6,8/10 від глядачів (16 голосів).

### Номінації та нагороди
| Нагороди та номінації фільму «Об'єднане королівство» | Нагороди та номінації фільму «Об'єднане королівство» | Нагороди та номінації фільму «Об'єднане королівство» | Нагороди та номінації фільму «Об'єднане королівство» | Нагороди та номінації фільму «Об'єднане королівство» | Нагороди та номінації фільму «Об'єднане королівство» |
| Рік                                                  | Кінофестиваль/кінопремія                             | Категорія/нагорода                                   | Номінант                                             | Результат                                            |                                                      |
| ---------------------------------------------------- | ---------------------------------------------------- | ---------------------------------------------------- | ---------------------------------------------------- | ---------------------------------------------------- | ---------------------------------------------------- |
| 2016                                                 | Премія британського незалежного кіно                 | Найкраща жіноча роль другого плану                   | Террі Фето                                           | Номінація                                            |                                                      |
| 2017                                                 | Премія Лондонського кола кінокритиків                | Британський/ірландський актор року                   | Девід Оєлово                                         | Номінація                                            |                                                      |
| 2017                                                 | Премія Лондонського кола кінокритиків                | Прорив року                                          | Гай Гібберт                                          | Номінація                                            |                                                      |